# مرغ اطلسی کاکلی
مرغ اطلسی کاکلی (نام علمی: Cnemophilus macgregorii) نام یک گونه از سرده مرغ براق است.